# Comb Beck
Der Comb Beck ist ein Wasserlauf in Cumbria, England. Er entsteht nördlich der Comb Crags zwischen dem High Stile und dem High Crag westlich vom Buttermere und fließt in nordöstlicher Richtung bis zu seiner Mündung in das Buttermere.
Der Comb Beck ist ein Site of Special Scientific Interest. Das Gebiet umfasst 0,51 Hektar. In Flussbett des Comb Beck tritt Galenit, Chalkopyrit und Chalkosin deutlich sichtbar in einer bis zu zwei Meter breiten Ader auf. Die besondere Bedeutung des Comb Beck besteht darin, dass er der einzige Ort in Großbritannien ist, an dem Wulfenit in der Natur sichtbar ist.